# Wireless Festival
Le Wireless Festival est un festival de rap qui se déroule à Londres au Royaume-Uni, le premier week-end du mois de juillet. Créé en 2005, il est à l'origine un festival de musique pop rock mais depuis 2010, il se concentre plus sur le style hip-hop et rap. Lors de sa création en 2005 et jusqu'en 2008, le festival est parrainé par la société de télécommunications O2, et s'est appelé le « O2 Wireless Festival ». De 2009 à 2012, le sponsor principal est Barclaycard et le festival est alors rebaptisé « Barclaycard Wireless Festival ». En 2013, le sponsor change pour Yahoo!. Depuis 2015, le sponsor est le détaillant de mode New Look. 
De nombreux artistes sont en tête d'affiche du festival tels que : Moby, M.I.A., Keane, James Blunt, Pete Doherty, The Strokes, Massive Attack, Depeche Mode, The Who, Daft Punk, Jay-Z, Mark Ronson, Kanye West, Calvin Harris, The Weeknd, Pink, Lily Allen, David Guetta,.